# Mance
Mance korábbi község Franciaországban, Meurthe-et-Moselle megyében. Lakosainak száma 613 fő (2018. január 1.). Mance Anoux, Avril, Bettainvillers, Briey, Lantéfontaine és Mancieulles községekkel határos.
2017. január 1-jén Briey és Mancieulles korábbi községgel egyesült és az így létrejött Val de Briey új község része lett.

## Népesség
A település népességének változása:
| Lakosok száma | 431  | 401  | 625  | 624  | 583  | 599  | 588  | 599  | 619  | 613  |
|               | 1968 | 1975 | 1982 | 1990 | 1999 | 2011 | 2013 | 2015 | 2017 | 2018 |